# Chondrostethus
Chondrostethus is een geslacht van Phasmatodea uit de familie Phasmatidae. De wetenschappelijke naam van dit geslacht is voor het eerst geldig gepubliceerd in 1896 door William Forsell Kirby.

## Soorten
Het geslacht Chondrostethus omvat de volgende soorten:
- Chondrostethus binodis (Sharp, 1898)
- Chondrostethus filum (Sharp, 1898)
- Chondrostethus woodfordi Kirby, 1896